# 汉阳一中事件
汉阳一中事件，又称汉阳事件，是1957年6月中国湖北省汉阳县第一中学（今武汉市蔡甸区汉阳一中）学生因升学率问题而罢课、请愿和闹事，甚至冲击县政府的事件，震动一时，故又与此前一年的1956年匈牙利革命（中国大陆通称“匈牙利事件”）相提并论，被称为“小匈牙利事件”。

## 过程
1957年6月12日，汉阳一中化学教师李穗在初三(4)班上课时，为激励学生学习，提出讓当年高中招生比例縮小，大概20中选1人（5%），意在激励学生用功。其信息来源于《教师报》，且孝感专区当年下达汉阳县的招生计划也正好是应届初中毕业生的5%（后来改为26%，而1956年的升学率则是90%）。由于学生得知当年的升学率远低于前一年，学生向校领导询问确切升学率，并提出要到县教育局查看文件。当天午饭后，初三(8)班一名学生敲起了集合钟，全校9个初中毕业班的部分学生到县人民委员会讨说法。由于未见到县长，又翻不到文件，学生开始扔办公用品、打碎门窗玻璃、损毁电话，并在墙上写大字报，并冲击县人委。6月13日上午，学生上街游行，而学校领导、教师开始做学生工作，之后数百名工人赶来将学生驱散。

## 镇压
6月13日晚上，中共汉阳县委召开紧急会议，定性一中学生罢课闹事属于“反革命事件”。14日，县委在一中分别召集教师、学生开会，宣布学生闹事属于“敌我矛盾性质”。随即，公安机关进驻了学校。15日，孝感专区党委和汉阳县委调集了近百名干部组成“汉阳事件”考察团，进驻汉阳一中。考察团认定前台闹事是学生，幕后指挥是教师，发动全校师生大揭发、大检举。而矛头很快集中指向副校长王建国（时年32岁，1950年从湖北革命大学毕业分配到汉阳县工作，出身富农，曾加入三青团）。1956年，土改干部韩建勋调任一中书记兼校长后，教员中很多人认为他是外行，在教学业务上仍相信王建国。中共汉阳县委当时认为存在“以副校长王建国为首的反革命集团”，与王建国工作接近的人物也一并列为“反革命集团”的骨干成员。语文教研组长钟毓文列为“反革命集团”骨干分子。县文化馆图书管理员、民盟盟员杨焕尧在游行当天因学生到文化馆要开水喝并试图借用电话，曾与学生有短暂交谈，被考察团视为另一突破口。随后考察团发现杨焕尧曾按照县委统战部的意见，找过汉阳一中党支部联系民盟盟员的发展工作，并有过发展王建国为盟员的意向。由于中央的反右运动已揪出民盟领导人章伯钧、罗隆基等“大右派”（章罗同盟），湖北省也已将湖北省民盟主委马哲民打成“右派”，考察团遂将民盟和马哲民视为这次闹事的总后台。杨焕尧作为“反革命集团”的“军师”，也被列为骨干成员。
9月6日，湖北省汉阳县人民法院经最高人民法院批准，召开宣判大会，判处王建国、钟毓文、杨焕尧三人死刑，立即执行。执行地点为学校操场，有上万人参与了大会。另外十人判不同程度有期徒刑，数十人受处分或退学。此后美国青年代表团、匈牙利访问团、路透社记者先后访问汉阳一中。1959年4月，学校再次举行宣判大会，原判处10年徒刑的数学老师邹振钜因越狱逃跑罪被处决。:4-5各大报刊发布社论、报道，《人民日报》报道题为《马哲民策动的“小匈牙利事件”》，另有新闻片《铁证》。

## 后续
1985年5月30日，中共中央办公厅给中共湖北省委来函，将赵迪生等人要求为汉阳事件平反的信件转去，请中华人民共和国最高人民法院派人参加，对此案进行复查。与此同时，中共中央办公厅还启动了督办程序。1985年6月25日，中办信访局李同信给湖北来电话，询问5月30日厅字(85)189号函是否收到、如何处理，要求向中办信访局汇报。6月26日，湖北方面汇报，由中共湖北省委领导人关广富、钱运录、王群、沈因洛批示，由中共湖北省委政法委组织工作组进行复查，张思卿任组长。同时，最高人民法院黄仁贤、吴洵松法官全程参与复查组工作。
1985年12月31日，由中央办公厅主持，中央办公厅、中央政法委、最高人民检察院、最高人民法院、中央信访局负责人最后审定中共湖北省委的报告，形成会议纪要。中共中央书记处书记、中央政法委书记乔石、中央办公厅主任王兆国分别作了批示。1986年1月21日，中央正式批复了湖北省委《关于“汉阳事件”复查情况和处理善后问题的请示报告》。1986年1月25日，最高人民法院组成审判庭，黄仁贤、吴洵松分别担任审判员、代理审判员，宣告王建国、钟毓文、杨焕尧无罪。

## 扩展阅读
- 刘富道，《汉阳事件》，湖北人民出版社，2011年4月。
- 武汉市蔡甸区政协文史学习委员会编，蔡甸区文史资料第8辑总第15辑《汉阳一中事件始末》，2000年9月。